# Кампания ядерного реактора
Кампания ядерного реактора — время работы реактора с одной и той же загрузкой ядерного топлива.

## Общие сведения
Когда весь запас реактивности реактора исчерпан, то есть когда компенсирующие стержни заняли своё предельное конечное положение, цепная реакция сама собой прекращается. Она может быть возобновлена только после замены урана в активной зоне. Разумеется, что величину кампании энергетического реактора желательно иметь возможно бо́льшей, поскольку получаемая энергия тем дешевле, чем больше её производится при одной загрузке урана. Однако продолжительность кампании ограничена некоторым минимальным значением критической массы. Часть делящегося материала, составляющая эту критическую массу в конце кампании, из-за прекращения цепной реакции делению не подвергается, выгружается из реактора и в дальнейшем может быть использована только после надлежащей переработки урана, если такая переработка оправдана.

## Накопление продуктов деления
Реакторы на естественном уране имеют малый начальный запас реактивности и их кампании обычно определяются этим запасом. В реакторах с обогащённым ураном запас реактивности может быть сделан большим. Однако имеется ограничение продолжительности кампании реактора, связанное с реакцией материала тепловыделяющих элементов на накопление продуктов деления. В результате деления ядра вместо одного атома образуются два новых, суммарный объём которых примерно в 2 раза больше объёма разделившегося атома (потому что все атомы имеют примерно одинаковые объёмы). Образующиеся новые атомы не могут помещаться в узлах кристаллической решётки урана и размещаются в решётке произвольно. С учётом того, что значительная часть продуктов деления — газы, накопление продуктов деления сопровождается появлением внутренних перенапряжений в материале и повышением давления газа, что приводит к образованию трещин, вздутий и деформации тепловыделяющих элементов. Срок службы основного оборудования реактора значительно больше, чем ядерного топлива, и отработанные ТВЭЛ должны выгружаться из активной зоны, однако выгрузка становится невозможной в случае их деформации. Кроме того, у повреждённых ТВЭЛов нарушается герметичность покрытия, и радиоактивные газы проникают в теплоноситель. Все это означает, что срок службы урановых блоков в ядерном реакторе должен определяться их стойкостью по отношению к разрушительному воздействию накапливающихся продуктов деления. Следовательно, кампания реактора лимитируется прежде всего указанной стойкостью тепловыделяющих блоков, а начальный запас реактивности должен быть таким, чтобы он полностью истощался к концу срока пребывания урановых блоков в реакторе. В противном случае по окончании кампании из реактора будет выгружаться лишнее количество неиспользованного делящегося материала, что невыгодно.

## Глубинавыгорания(англ.Burnup)
Накопление продуктов деления характеризуется их количеством в граммах, приходящимся на тонну урана. Однако непосредственное измерение массы продуктов деления крайне сложно. Зато всегда известно полное количество энергии, выделившейся в активной зоне реактора при делении. Поскольку же деление 1 г урана сопровождается освобождением примерно 1 МВт·сутки тепловой энергии и образованием около 1 г продуктов деления, то число выработанных мегаватт-суток тепловой энергии приблизительно равно числу граммов продуктов деления. Полная масса загруженного в реактор урана также известна. Поэтому количество накопившихся продуктов деления выражают в единицах МВт·сутки/т — количеством мегаватт-суток на тонну урана.
Каждый материал характеризуется своим пределом по накоплению продуктов деления — допустимой глубиной выгорания (англ. Burnup) делящихся атомов. Глубина выгорания для металлического урана составляет 3000—3500 МВт·сутки/т, но для его соединений может быть много больше. Например, оксид урана является веществом пористым и поэтому способным накопить много больше, чем металлический уран, продуктов деления без видимых нарушений формы тепловыделяющего элемента — до 20 000 МВт·сутки/т, а возможно, и больше — до 100 000 МВт·сутки/т. Тонна естественного урана содержит около 7 кг 235U. Глубина выгорания 3500 МВт·сутки/т соответствует делению 3,5 кг атомов. Однако не все продукты деления происходят от 235U, ведь в реакторе накапливается 239Pu, который также участвует в делении. Поэтому часть продуктов деления получается из плутония, и 235U расходуется меньше, чем получается продуктов деления. Чем выше допустимая глубина выгорания, тем больше длительность кампании реактора и тем экономичнее ядерная энергетическая установка с заданным топливом. Однако большие глубины выгорания предполагают обогащённый уран, который намного дороже природного. Минимальная критическая масса в конце кампании меньше в том случае, если топливом является металлический уран, а не его соединения, например, с кислородом. Поэтому экономичность применения того или иного вида ядерного топлива определяется многими факторами.